# Ibn Juzayy
Abu-Abd-Al·lah Muhàmmad ibn Muhàmmad ibn Àhmad ibn Juzayy al-Kalbí (àrab: أبو عبد الله محمد بن محمد بن أحمد بن جزي الكلبي الغرناطي, Abū ʿAbd Allāh Muḥammad b. Muḥammad b. Aḥmad b. Juzayy al-Kalbī al-Ḡarnāṭī), més conegut simplement com a Ibn Juzayy (1294 - Fes, 1357), fou un escriptor àrab nascut a Granada, fill d'un poeta menor. El seu pare va morir en la batalla del riu Salado el 1340. Ell va morir a Fes el 1357. Va deixar tres fills que van seguir la tradició literària familiar.